# Poppea Sabina

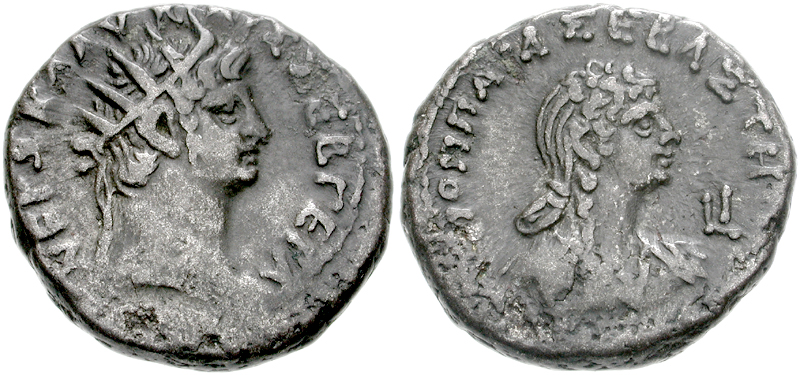
Monety rzymskie przedstawiająca Nerona (z lewej) i Poppeę Sabinę (z prawej)

Poppea Sabina (ur. ok. 30, zm. 65) – cesarzowa rzymska, córka Tytusa Olliusa, senatora rzymskiego i Poppei Sabiny, córki Poppeusza Sabinusa, konsula, namiestnika Mezji, Macedonii i Grecji.
Od 58 roku kochanka cesarza Nerona (zajęła miejsce wyzwolenicy Akte), na jego rozkaz rozwiedziona z mężem Otonem. Od 62 roku druga żona Nerona po tym, jak rozwiódł się z Oktawią, którą później kazał zamordować.
Poppea prowadziła wystawny tryb życia i była znana jako piękna, wyrachowana kobieta. Niektóre jej zabiegi kosmetyczne zyskały wielką sławę (np. kąpiele w oślim mleku). To ona namówiła Nerona, aby zamordował swoją własną matkę – Agrypinę Młodszą.
Niektórzy autorzy domyślają się, że pewną rolę w podżeganiu do prześladowania chrześcijan za czasów Nerona mogli odegrać Żydzi i żona cesarza Nerona Poppea.
Otrzymała tytuł augusty.
Prawdopodobnie sam Neron doprowadził do śmierci Poppei w 65 roku. Poppea była w ciąży. Kiedy jednak pewnej nocy cesarz wrócił późną nocą z cyrku, rzucił się na swą żonę z pięściami. Pijany i oszołomiony narkotykami skatował ją na śmierć – a rozpacz po jej stracie nie opuściła go już do końca życia. Została pochowana w Mauzoleum Augusta.

## Poppea Sabina w kulturze
- Quo vadis Henryka Sienkiewicza
- Wrogowie rodzaju ludzkiego (część Trylogii rzymskiej) Miki Waltari
- Rzym w płomieniach Paula L. Maiera
- Bracia krwi Simona Scarrowa (trzynastej części cyklu Orły Imperium)

Poza tym jest tytułową bohaterką utworu skompowanego przez Claudia Monteverdiego Koronacja Poppei (L'incoronazione di Poppea), będącego ostatnią operą kompozytora.
W filmie Quo Vadis z 1951 rolę Poppei Sabiny grała Patricia Laffan, zaś w wersji z 2001 - Agnieszka Wagner.